# Uchronie de fantasy
L’uchronie de fantasy est un genre entre l’uchronie, le roman historique et la fantasy. Le critère de l'uchronie est le point de divergence, celui de la fantasy historique une imbrication dans l'histoire réelle et les critères de la fantasy sont des éléments merveilleux ou mythiques dans cette histoire réécrite.

## Définition
La différence entre fantasy historique et uchronie de fantasy est que la première se passe toujours dans le passé alors que l'uchronie de fantasy peut parfois se situer dans le passé comme dans le futur. Le monde de l'uchronie de fantasy est très semblable au nôtre, il a les mêmes lieux géographiques et les mêmes technologies. Simplement, des éléments de fantasy y sont présents et connus de tous. Ils font partie du monde à part entière. 
L'uchronie de fantasy peut parfois être confondue avec la fantasy urbaine, la différence étant que la féerie est ici, connue de tous.

## Sous-genres
La fantasy historique rassemble les œuvres se situant dans un passé réécrit avec la fantasy et dans laquelle le contexte historique reste fort. Elle est plus proche du roman historique que les œuvres d'uchronie contemporaine. 

## Œuvres d’uchronie appartenant à la fantasy

### Romans
Adultes
- Toutes les œuvres classées en fantasy historique
- La Trilogie de Wieldstadt de Pierre Pevel
- Les Enchantements d'Ambremer de Pierre Pevel: Paris magique ; à la Belle Époque
- Les Lames du Cardinal de Pierre Pevel; au XVIIe siècle.
- La Ligue des Héros et L'Ère du Dragon de Xavier Mauméjean
- Opération chaos de Poul Anderson
- Sur la piste de la Licorne de Mike Resnick
- À vos souhaits de Fabrice Colin : Londres totalement fictif
- Cycle des nouvelles de la Guerre de l'Oubli de Claude Mamier : lorsque les fées attaquent nos villes.
- Cycle Les enquêtes de Merry Gentry de Laurell K. Hamilton : flirte allègrement avec l'érotique.
- Collectif, Cycle Shadowrun, publié en majorité chez Fleuve noir, Paris.
- Cycle L'âge de la déraison de Greg Keyes : Newton découvre l'alchimie, Louis XIV ne meurt pas en 1715 grâce à un élixir importé d'Arabie, Benjamin Franklin découvre les travaux de Newton sur l'alchimie...
- Reine de Mémoire d'Élisabeth Vonarburg
- Jonathan Strange et Mr Norrell de Susanna Clarke
- Le Cycle de Saclyd[1] [archive] (2017) de Philippe Morineau  (ISBN 978-2351200919) L’histoire nous apparaît comme un fleuve s’écoulant inlassablement sans que nous puissions le détourner ou le ralentir. Il existe cependant des êtres pour qui le fleuve s’est transformé en un océan qu’ils nomment l’Uchronomicon. Ils l’explorent sans relâche tout en se combattant[2].

Jeunesse
- La trilogie de Bartiméus de Jonathan Stroud
- La Promesse du Magicien de Cliff McNish, troisième volume d'une trilogie dont le premier volume appartient à la high fantasy et le deuxième à la fantasy urbaine.

Plus marginal
- Les Royaumes du Nord, premier tome d'À la croisée des mondes de Philip Pullman : mêmes pays, mêmes villes et certaines technologies de notre monde. Le monde, on s'en aperçoit dans les tomes suivants, a tout de même de nettes différences avec le nôtre. Le point de divergence est l'accaparement du pouvoir politique par un Magisterium tout-puissant, ce depuis le règne du pape Jean Calvin. Outre les humains, d'autres races intelligentes, notamment les panserbjǿrnes et les sorcières, habitent cet univers.

### Bande dessinée et mangas
- Mystic
- Occulte Intérim
- La série Tsubasa Reservoir Chronicles de Clamp. C'est une des bases de ce manga et incidemment de sa série crossover, XXXHolic.
- Shūmatsu no Izetta

### Films et téléfilms
- La Boussole d'Or, adaptation du roman les Royaumes du Nord où l'on croise des Gitans vivant non pas dans des caravanes mais sur des péniches ; des Tartares domestiquant des loups ; les villes de Londres, d'Oxford. Les noms des pays et la géopolitique n'est pas tout à fait la même mais il y a de fortes ressemblances.

### Séries et animes
- Quelques épisodes de Sliders : Un monde mystique (saison 2, épisode 1) ; Un monde enchanté (saison 3, épisode 7)